# Suluçeşmə
Suluçeşmə è un comune dell'Azerbaigian situato nel distretto di Cəlilabad. Conta una popolazione di 925 abitanti.